# Шолом-Алейхем
Шолом-Алейхем (їд. שלום־עליכם, у перекладі — «мир вам», справжнє прізвище, ім'я та по батькові — Рабинович Соломон Наумович (Шо́лом Но́хумович); 18 лютого (2 березня) 1859, Переяслав — 13 травня 1916, Нью-Йорк, США) — єврейський письменник, драматург, один з основоположників сучасної художньої літератури мовою їдиш. Також писав свої твори івритом і російською. Життя митця було тісно пов'язане з Україною.

## Життєпис
Народився в місті Переяславі на Полтавщині (тепер Київська область) у родині дрібного крамаря. Дитячі роки минули в невеличкому містечку Воронькові Полтавської губернії (тепер село в Бориспільському районі Київської області). Навчався в Хедері — єврейській початковій релігійній школі. Згодом під впливом єврейської просвітницької літератури займався і загальною освітою, навчався у повітовій школі.
З 1876 року працював домашнім вчителем у єврейського магната, орендаря земель Елімелеха Лоєва. Протягом 1877—1880 років в селі Софійці, що на Богуславщині, працював вихователем дочки Ольги магната Елімелеха Лоєва, з якою згодом одружився.
У 1880—1882 роках Шолом-Алейхем працював громадським рабином у Лубнах. Після одруження з донькою Лоєва у 1883—1887 роках жив і працював у Білій Церкві.
У 1887—1890, 1893—1905 роках жив у Києві (він називав його у своїх творах Єгупцем), де займався торговельними справами. Після єврейських погромів у Києві в жовтні 1905 року переїхав до Львова, Австро-Угорщина.
Шолом-Алейхем багато подорожував, відвідав Женеву, Лондон, Варшаву, Вільно, Берлін та інші міста світу, де виступав перед своїми читачами. У 1907—1914 роках жив у Італії та Швейцарії.
У 1915 році переїхав до Нью-Йорка, де і помер.

## Творчість
Літературна діяльність Шолом-Алейхема розпочалася наприкінці 1870-х років, коли у періодичних виданнях було опубліковано кілька кореспонденцій і статей мовою їдиш. Перші художні твори — повість «Два камені» та оповідання «Вибори» (обидва — 1883 року). Тоді ж уперше підписався псевдонімом Шолом-Алейхем (єврейське вітання — «Мир Вам»).
Поява Шолом-Алейхема знаменувала нову сторінку в розвитку новітньої прози мовою їдиш. Головні герої Шолом-Алейхема — бідні «маленькі люди», які, незважаючи на важке, злиденне життя, оптимістично дивляться у майбутнє, з гумором оцінюють своє становище, вірять у справедливість та мудрість Творця. У памфлеті «Суд над Шомером…» (1888 рік) виступив проти засилля бульварної літератури. Започаткував книжкову серію «Єврейську народну бібліотеку».

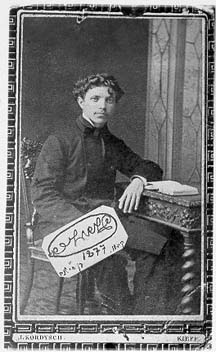
Шолом-Алейхем у 1877 році

Першими книжечками серії стали романи Шолом-Алейхема «Стемпеню» (1888) та «Йоселе-Соловей» (1890). Перший твір присвячений фундатору нової єврейської прози Менделе Мойхер-Сфоріму, якого Шолом-Алейхем називає «дідусем Менделе», а себе «онуком». Творчий зв'язок «дідуся» та «онука» простежується у життєписі єврейської громади, у майстерному володінні сатирою, у захисті прав принижених. У циклі «Менахем-Мендл» (1892—1909) Шолом-Алейхем карикатурно показав інший світ — світ наживи, спекуляцій, шахрайства. У 1894 році видав першу повість із широко відомого циклу «Тев'є-молочар» (1894—1914). Цей «сільський єврей» з грубою зовнішністю та ніжною душею стає одним із улюблених типів письменника.

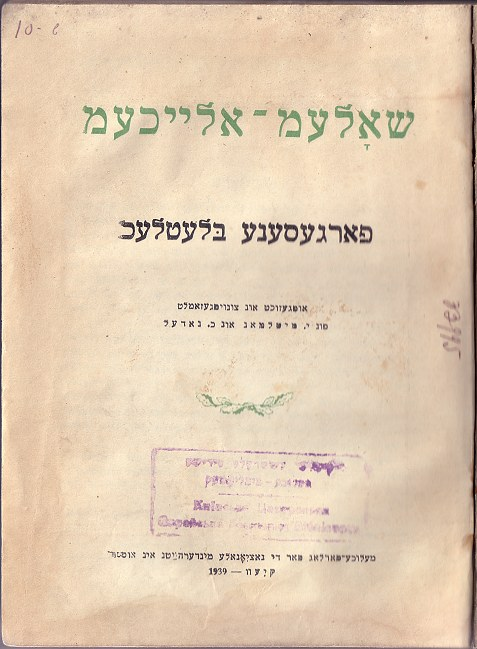
Перша сторінка збірки Шолом-Алейхема «Забуті сторінки». Київ, 1939, Укрдержнацменвидав

Герої дитячих оповідань Шолом-Алейхема, незважаючи на безрадісні умови життя, все ж усміхаються та жартують. Життя дітей відображено в повісті «Хлопчик Мотл» (1907—1916), збірках «Оповідання для дітей» (1886—1916), «Пісня пісень» (1909—1911). Останнім твором своєрідного триптиха (перші два — «Стемпеню» та «Йоселе-Соловей») з життя єврейської художньої інтелігенції став роман «Мандрівні зорі» (1909—1911). Книги Шолом-Алейхема сприймалися як твори, сповнені любові до «маленької» людини, що змальовувалась письменником в ореолі щирого співчуття та сумного гумору.

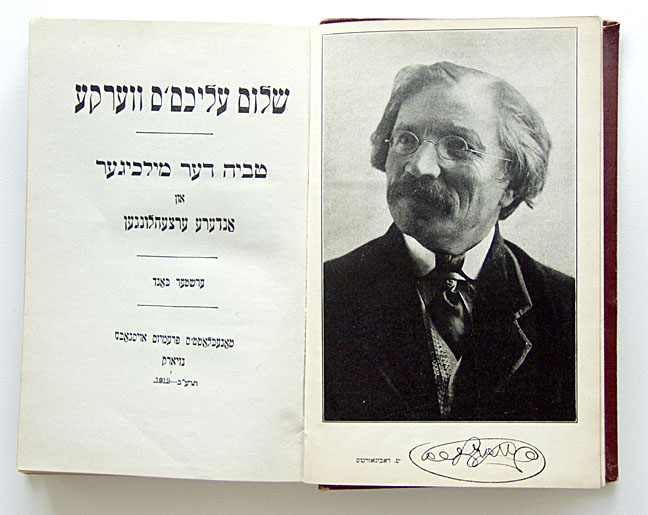
Оповідання на їдиш, з портретом автора і підписом

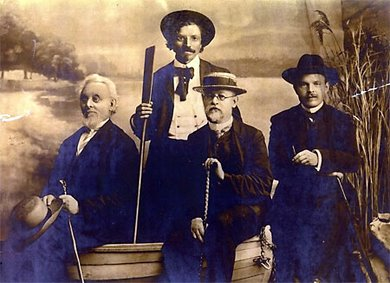
Єврейські письменники, Одеса 1910 рік. Зліва на право: Менделе Мойхер-Сфорім, Шолом Алейхем, Мордехай Бен-Амі, Хаїм-Нахман Бялік

Після єврейських погромів Шолом-Алейхем виїхав до Львова, а потім у США. У 1907 році — до Женеви, де була видана перша частина повісті «Хлопчик Мотл». З 1908 року письменник жив у Росії, Німеччині, Швейцарії, Австрії, Італії, Данії, знову в США.
В останні роки життя Шолом-Алейхем завершив працю над циклами оповідань «Тев'є-молочар», «Менахем-Мендл», «Хлопчик Мотл». Він написав цикл оповідань, комедію «Крупний виграш», автобіографічний роман «З ярмарку».
Творчість письменника забарвлена українським колоритом, у творах подано описи української природи, використано українську лексику, фольклор.
Більшість подій, про які пише Шолом-Алейхем, відбуваються в Україні. Втім, українські міста та їхнє населення у творах Шолом-Алейхема відіграють хіба що роль декорацій, на тлі яких розгортається драма єврейської громади. Часом він надавав містам і містечкам умовні назви: Київ — Єгупець, Боярка — Бойберик, Одеса — Чорноморськ, а Росія — тітка Рейзя. Однак навіть окремі штрихи, якими він змальовував оточення єврейської громади, є цінними для нас, бо нанесені рукою очевидця. До того ж вони, переважно, надзвичайно влучні.
|  | Львів, бачте, вже зовсім не те, що Броди. По-перше, само по собі місто — чистота, ширина, краса! Не намилуєшся. Тобто, звісно, є і у Львові вулиці такі самісінькі, як і у Бродах, котрими і серед літа можна пройти лише у глибоких калошах і затиснувши носа. Зате посеред міста розкинувся парк, у якому дозволено гуляти всім, навіть козам. Вільна країна! По суботах євреї шпацерують всіма вулицями, і ніхто їм на те навіть не зауважить. А які люди! Чисте золото! Мама каже, що Бродам до Львова — як землі до неба. Мій брат Еля жалкує, що після кордону спочатку йдуть Броди, а за ними Львів. Шкода, що не навпаки. Але Піня йому втовкмачує, що Львів через те й кращий, ніж Броди, що розташований далі від кордону, зате ближчий до Америки. |

Шолом-Алейхем написав десять романів, двадцять п'єс, сотні повістей та оповідань, багато статей. Твори письменника перекладені десятками мов світу. Перше зібрання творів Шолом-Алейхема у чотирьох томах вийшло в світ у 1903 році. 3 нагоди 25-річчя його літературної діяльності ювілейний комітет викупив права на видання його творів у приватних видавців і передав їх автору.

## Вшанування пам'яті

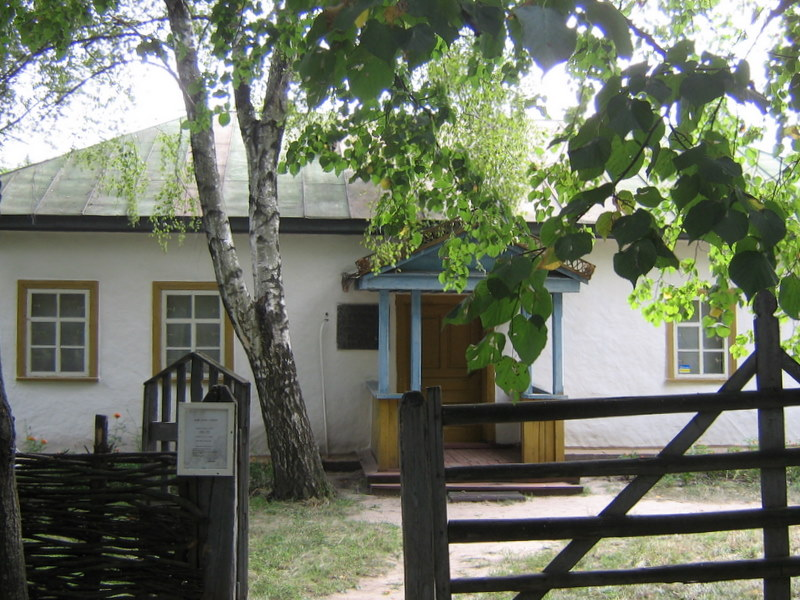
Музей Шолом-Алейхема в Переяславі

Меморіальна дошка на честь Шолом-Алейхема у Львові, на розі вулиць Шпитальної та Котлярської

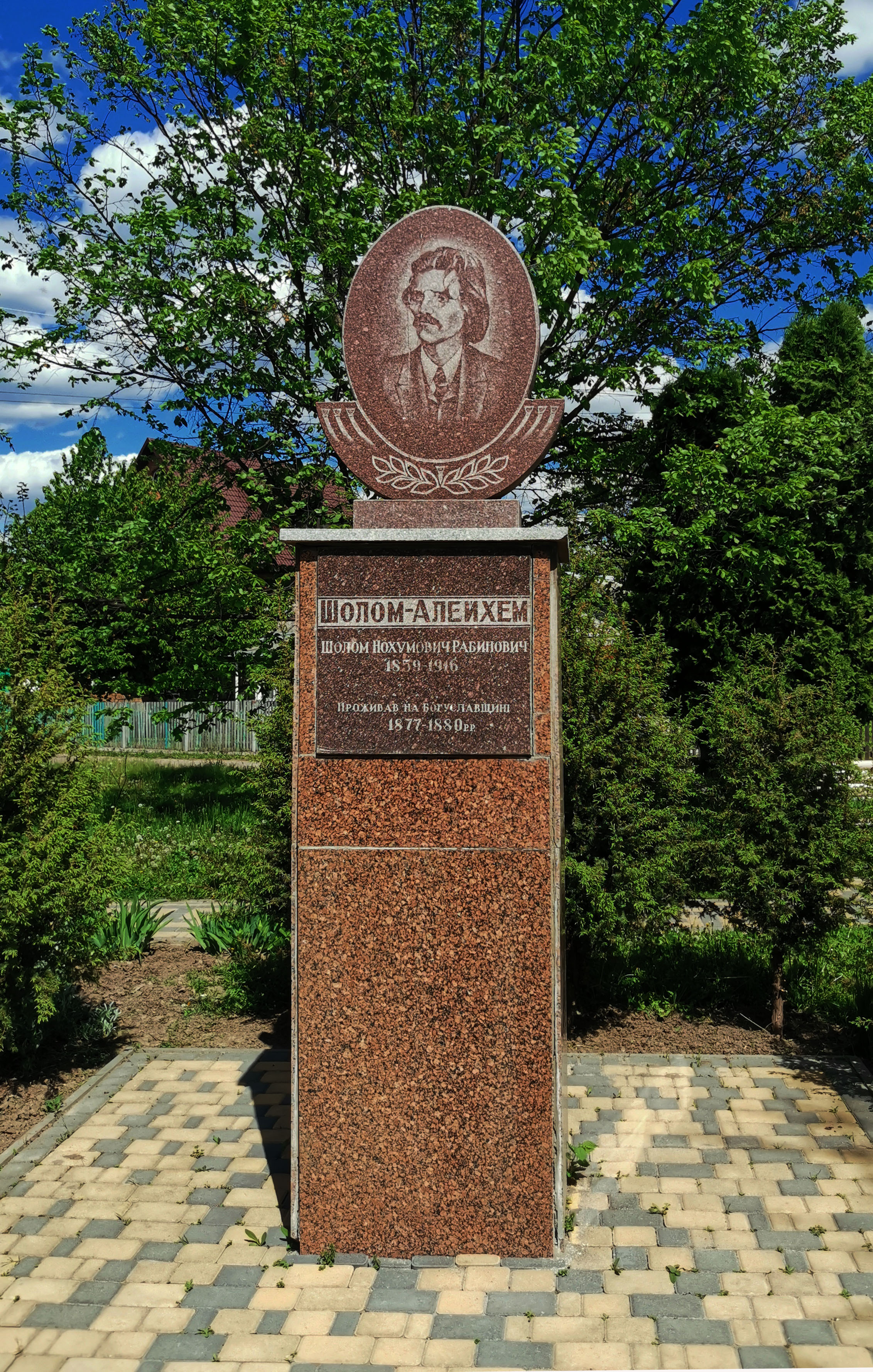
Пам'ятник Шолом-Алейхему у Богуславі

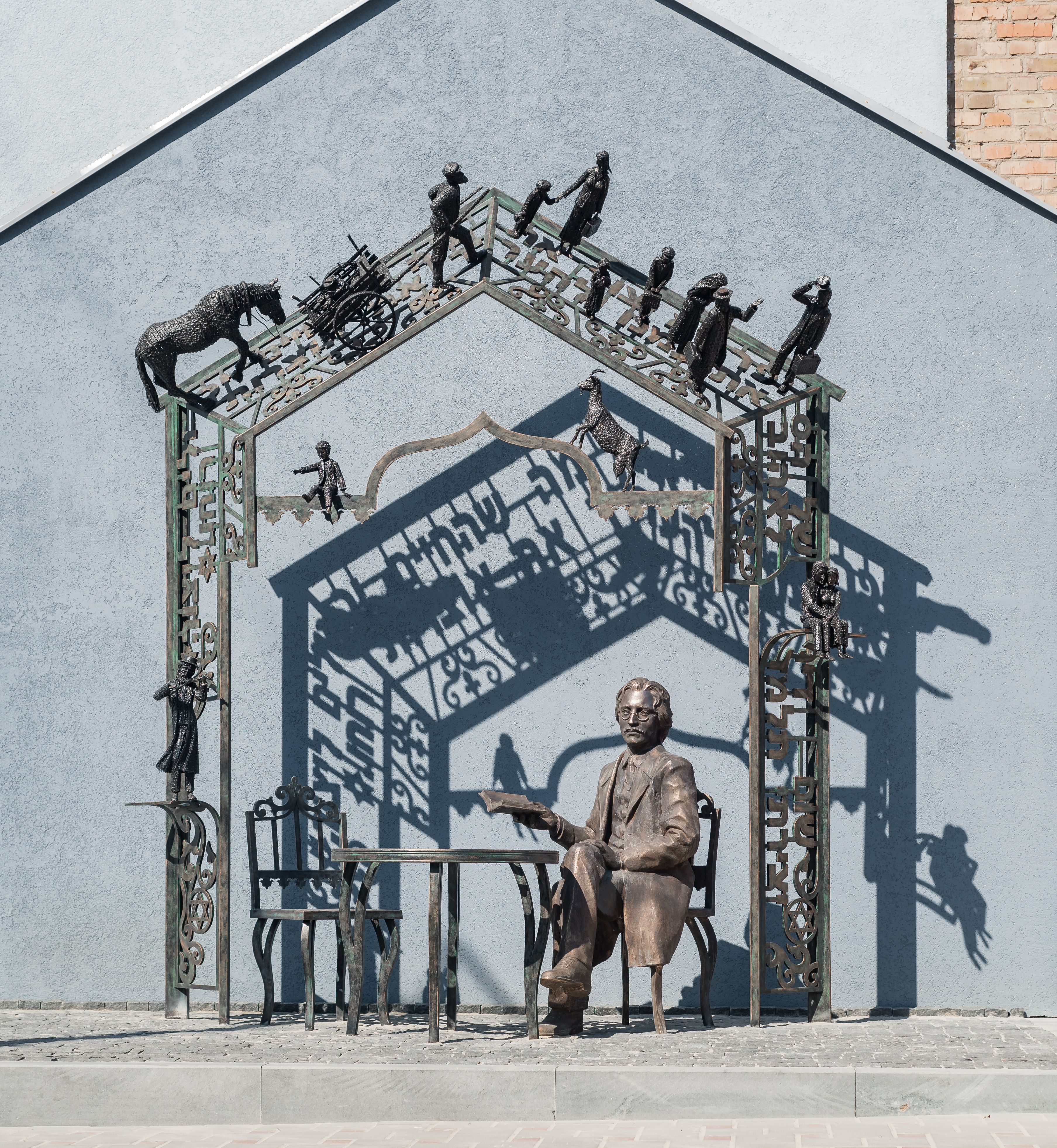
Скульптурна композиція у місті Біла Церква

У Переяславі розташований музей Шолом-Алейхема (на території Музею народної архітектури та побуту Середньої Наддніпрянщини), відкритий в 1978 році на честь 120-річчя з дня народження письменника. У 1997 році у Києві було відкрито пам'ятник письменнику; встановлено пам'ятник Шолом-Алейхему у Богуславі, де він перебував неподалік у селі Софійці (1877—1880).
У 1999 році Кабінет Міністрів України затвердив рішення Київської міської державної адміністрації про створення музею-квартири Шолом-Алейхема в українській столиці. Відкрили його 2 березня 2009 року по вулиці Великій Васильківській, 5а. Водночас сам заклад увійшов до Музею історії Києва.
В Україні ім'я Шолом-Алейхема носять вулиці у Києві, Львові, Харкові, Дніпрі, Полтаві, Житомирі, Новограді-Волинському, Чернівцях, Білій Церкві, Броварах. Також є вулиці у містах: Бердичів, Броди, Коростень, Збараж, Переяслав, Ніжин, Херсон, Умань, Новомиргород, Сміла, Старокостянтинів (Хмельницька область), Кам'янець-Подільський (Хмельницька область), Славута (Хмельницька область), Деражня (Хмельницька область), Гайсин, Дрогобич. Також у деяких містах Ізраїлю є вулиця Шолом-Алейхема.
На честь Шолом-Алейхема названо один з кратерів на Меркурії.
У 2007 році Президент України видав указ «Про відзначення 150-річчя від дня народження Шолом-Алейхема».
13 вересня 2020 року в місті Біла Церква відбулось відкриття скульптурної композиції на честь письменника, виготовленої за кошти громадського бюджету міста.
Існує державна премія імені Шолом-Алейхема, що присуджується за кращі літературно-мистецькі твори, які популяризують духовно-культурні надбання українського та єврейського народів, сприяють поширенню позитивного іміджу України в світі.
У місті Вільнюс (Литва) діє Вільнюська гімназія імені Шолом-Алейхема. Заснована в 1989 році спільними зусиллями Міністерства освіти Литви та Єврейського агентства, гімназія імені Шолом-Алейхема (ORT) у Вільнюсі є єдиною державною єврейською школою в Литві. Вона вшановує спадщину довоєнної єврейської школи в Каунасі з такою ж назвою. З моменту приєднання до мережі ORT гімназія стала провідним центром єврейської освіти та інновацій.

## Похідні твори
- «Тев'є-Тевель» (1989—2012) — вистава Національного академічного драматичного театру імені Івана Франка поставлена за українським перекладом Миколи Зарудного п'єси російського драматурга Григорія Горіна «Панахидна молитва» (рос. Поминальная молитва), написаною за мотивами збірки оповідань Шолом-Алейхема «Тев'є-Молочар».
- Мир вашому дому! (2017) — фільм російського режисера Володимира Лєрта. Сценарій стрічки створено за п'єсою російського драматурга Григорія Горіна «Панахидна молитва» (рос. Поминальная молитва) заснованої на збірці Шолом-Алейхема «Тев'є-молочар».

## Переклади українською
Перші переклади Шолом-Алейхема українською з'явилися в підавстрійській Україні, зокрема у львівському часописі ЛНВ у 1906 році вийшли друком такі оповідання Шолом-Алейхема як «Дядько Піні та тітка Рейся» (переклад Г. Кернеренка) та «Німець» (переклад Л. Буди). У підрадянській Україні, переклади Шолом-Алейхема стали з'являтися трохи пізніше. Так оповідання «Великий виграш. Народна п'єса на п'ять дій», опубліковано в журналі «Червоний шлях» (1926, № 5-6), оповідання «Агенти. Комедія на одну дію» з'явилося окремим виданням в серії «Робочий клуб» (Харків, 1926 рік), а оповідання «Ша, ми їдемо до Америки» з'явилося у журналі «Життя і революція» (1927 рік, № 4).
У 1920-1930-х роках багато творів Шолом-Алейхема переклав Ефраїм Райцин.
- Шолом-Алейхем. «Мазель-тов!» (Алтерове сватання): комедія на одну дію (оповідання). Переклад з ївриту: Ш. Полонер. // Міститься у збірці «Комедії — У Києві» (Київ): З друк. Першої Київ. Друк. Спілки. — («Театральна бібліотека»). 1910 64 стор.: 12 с
- Шолом-Алейхем. Етап. Німець (оповідання). Переклад з ївриту: ? Харків: Видавництво «Український робітник». 1928 48 с
- Шолом-Алейхем. Мій перший роман (вибрані оповідання). Переклад з ївриту: Ефраїм Райцин. Харків: Видавництво «Український робітник». 1928. 171 стор.
- Шолом-Алейхем. Два антисеміти (також «Мій перший роман», «Рябко»). Переклад з ївриту: ?. Харків: Видавництво «Український робітник». 1928. 75 стор. (серія «Дешева бібліотека красного письменства, № 131—133)
- Шолом-Алейхем. Потоп (роман). Переклад з ївриту: Гершбін та Малоченко. Київ. 1928
- Шолом-Алейхем. Єврейські романи. Переклад з ївриту: ?. 1929. 230 с
- Шолом-Алейхем. Комедії. Переклад з ївриту: Гр. Михайлець; автор передмови: Гр. Михайлець. Харків: ДВУ, 1929. — 264 с
- Шолом-Алейхем. Казки та розповідання. Переклад з їдиша: ?. 1930. 463 стор.
- Шолом-Алейхем. Вибрані твории Т. 1. Переклад з їдиша: Ефраїм Райцин. Харків: Держлітвидав. 1930. 237 стор.
- Шолом-Алейхем. Адель (з циклу „Тев'є-молочар“) . Переклад з їдиша: Ефраїм Райцин. 1930. ? стор.
- Шолом-Алейхем. Велика удача (оповідання) . Переклад з їдиша: Ефраїм Райцин. 1930. ? стор.
- Шолом-Алейхем. Виграшний квиток» (опов.). Переклад з їдиша: Ефраїм Райцин. Харків. 1930. ? стор.
- Шолом-Алейхем. «Вітайте, ми вже в Америці» (опов.). Переклад з їдиша: Ефраїм Райцин. 1930. ? стор.
- Шолом-Алейхем. «Гіменазія» (опов.). Переклад з їдиша: Ефраїм Райцин. Харків. 1930. 24 стор.
- Шолом-Алейхем. Мені добре — я сирота. Серія «Дешева бібліотека красного письменства». — Х., 1930. — 130 стор.
- Шолом-Алейхем. «Сімдесят п'ять тисяч» (опов.). Переклад з їдиша: Ефраїм Райцин. 1930. ? стор.
- Шолом-Алейхем. «Вибрані твори» у 2 томах (Т.1. повість «Тев'є та його доньки»; Т.2. Оповідання «Лихі пригоди Менахем-Менделя»). Переклад з їдиша: А. Стоянівський; Передмова І. Д. Фількевич. Харків: Кооперативне книжкове товариство «Культура і труд», 1932. 133 стор (Т.1) ? стор (Т.2)
- Шолом-Алейхем. Вибрані твори. Т1. 1932. 135 с.
- Шолом-Алейхем. Забуті сторінки. Переклад з їдиша: ?. 1939. 338 стор.
- Шолом-Алейхем. Вибрані твори у 1 томі. Переклад з їдиша: Ефраїм Райцин. 1939. 554 стор.
- Шолом-Алейхем. Вибрані твори у 1 томі. Переклад з їдиша: Ефраїм Райцин. 1940. 384 стор.
- Шолом-Алейхем. Ножик. Переклад з їдиша: ?. Одеса. 1940. 183 стор.
- Шолом-Алейхем. Ножик. Переклад з їдишу: Е. Тураш. Київ: Дитвидав. 36 стор. 1958
- Шолом-Алейхем. Вибране. Переклад з їдиша: Ефраїм Райцин. Київ: Держлітвидав. 1959. 556 стор.
- Шолом-Алейхем. Мандрівні зірки (роман на дві частини). Переклад з єврейської та примітки: Ефраїм Райцин; пісні переклав М.Терещенко. Київ: Радянський письменник. 1963. 468 стор.
- Шолом-Алейхем. Твори в чотирьох томах. 1967—1968. Київ: Дніпро. 524 стор (I том), 484 стор. (II том), 480 стор. (III том), 407 стор. (IV том)

- Том 1: Менахем-Мендл Переклад з Їдишу: М. Ш. Дубинський; Тев'є-молочар, Залізничні історії (Записки комівояжера), Монологи. Переклад з Їдишу: Є. Райцин.
- Том 2: Мандрівні зірки (роман на дві частини). Переклад з Їдишу: Є. Райцин
- Том 3: З Ярмарку. Життєпис. Переклад з їдишу: М. Ш. Дубинський. Сендер Бланк та його сімейка (роман без «роману»). Переклад з їдишу: Олена Пархомовська. Спи, Олексо (поезія). Переклад з їдишу: Максим Рильський. Челядь (п'єса на одну дію). Переклад з їдишу: Є. Тураш. Великий виграш (Народна вистава на чотири дії). Переклад з їдишу: О. Копиленка та І. Фефера

- Шолом-Алейхем. Записки комівояжера.[16] Переклад з їдишу: Є. Райцин. Київ: Дніпро. 1983. 310 стор.
- Шолом Алейхем. Тев'є-молочник. Переклад з Їдишу: Єфраїм Райцин; автор передмови: А. Кацнельсон. Київ: Котигорошко. 1993. 128 стор. ISBN 5-06-001588-7
- Шолом Алейхем. Вибране.[17] Переклад з Їдишу: Гершбін, Милоченко та Є. Райцин; вступ. слово М. Я. Гона; упорядкув. А. М. Михайляна; передмова А. Кацнельсона. Київ: : Україна, 2009. 382 стор. ISBN 978-966-524-390-8
- Шолом-Алейхем. Тев'є-молочник.[18] Переклад з їдишу: Олександра Уралова. Київ: Знання, 2017. 223 стор. (серія «Скарби»). ISBN 978-617-07-0473-3
- Шолом-Алейхем. Тев'є-молочар. Переклад з їдишу: Олександра Уралова. Київ: Знання, 2017. 189 стор. (серія «Голоси Європи»). ISBN 978-617-07-0561-7
- Шолом-Алейхем. Тев'є-молочар. Переклад з їдишу: Оксана Щерба. Київ: Книголав, 2018. 160 стор. (серія «Золота полиця»). ISBN 978-617-7563-16-6
- Шолом-Алейхем. Пісня над піснями. Переклад з їдишу: Оксана Щерба. Київ: Book Chef, 2020. 92 стор. ISBN 978-966-993-237-2